# 布尔加讷夫
布尔加讷夫（法語：Bourganeuf，法語發音：[buʁɡanœf]，奧克語發音：[buˌrɡu ˈnjɔw]），法国中南部城市，新阿基坦大区克勒兹省的一个市镇，隶属于盖雷区，其市镇面积为22.5平方公里，2022年1月1日时人口数量为2,408人，在法国城市中排名第4,390位。
布尔加讷夫位于克勒兹省西南部，托里永河畔，是一个区域性的中心城市，多条公路在此交汇。

## 地名来源
“布尔加讷夫”一名最初以奥克语“Borgon Nuòu”的形式被记载，该名称来源于医院骑士团在此建立的一处军营集镇，对应现代法语为“Bourg à neuf”。

## 历史

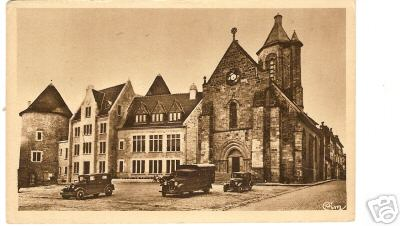
20世纪初的布尔加讷夫镇中心

布尔加讷夫始建于公元12世纪医院骑士团在此设立的军营集镇，彼时该区域属于马尔什行省。15世纪末，奥斯曼帝国杰姆苏丹曾在此居住，其居住的塔楼此后被命名为“杰姆塔”。法国大革命后，布尔加讷夫成为克勒兹省的一个市镇以及该省的一个地区行署，自1800年起成为该省的一个副省会。工业革命期间，维耶维尔－布尔加讷夫铁路建成运行。1886年，布尔加讷夫实现电力供应，成为法国第三个通电的城市。1926年，布尔加讷夫副省会被撤销，布尔加讷夫区整体并入盖雷区。维耶维尔－布尔加讷夫铁路于2004年彻底废弃。

## 地理

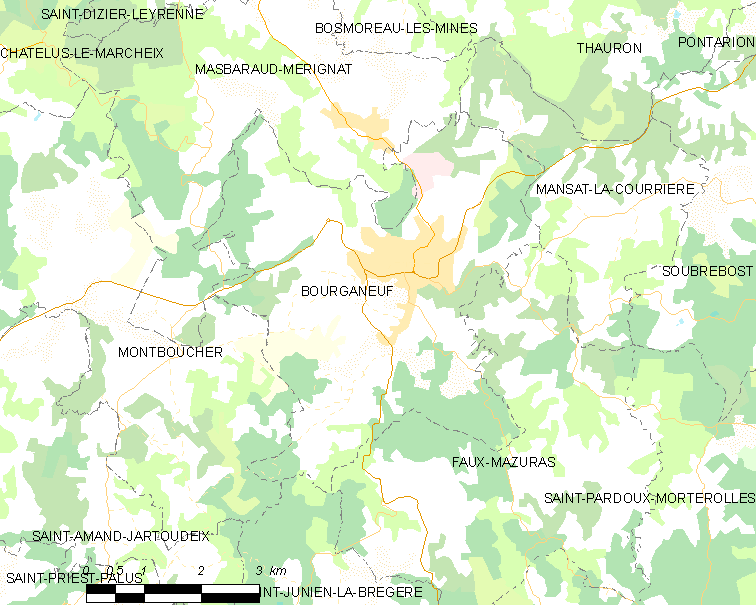
布尔加讷夫市镇范围地图

布尔加讷夫位于法国中南部，新阿基坦大区东北部和克勒兹省西南部，距离省会盖雷大约33公里。与布尔加讷夫接壤的市镇包括：芒萨拉库里耶尔、福马聚拉、蒙布谢、圣瑞尼安-拉布勒热尔。

### 地形
布尔加讷夫位于法国中央高原西北部腹地，境内以丘陵为主，市镇中心位于一处河谷内，地势自北向南有所抬升，全境海拔在380到602米之间。

### 水文
布尔加讷夫属于卢瓦尔河流域。托里永河自东向西流经境内，市区整体位于河流左岸，另有其支流“果园溪”（Ruisseau du Verger）流经市区南部。

### 植被
布尔加讷夫属于温带阔叶混交林区，林地散落分布于河流附近及部分坡地地带。
在鲜花城市的评比中，布尔加讷夫暂未被评级。

### 气候
布尔加讷夫在柯本气候分类法中属于温带海洋性气候。

## 行政区划
布尔加讷夫是法国新阿基坦大区克勒兹省的一个市镇，编号为23030。布尔加讷夫隶属于盖雷区和克勒兹省选区，管理布尔加讷夫县，同时也是西南克勒兹市镇公共社区的办公驻地。
法国国家统计与经济研究所（简称）在进行数据统计时，将布尔加讷夫单独设为布尔加讷夫城市核心区以及布尔加讷夫城市区。自2020年起，布尔加讷夫城市区被撤销，并未新设立城市辐射区（Aire d'attraction）。此外，还将布尔加讷夫市镇整体看作一个“块区”（IRIS），以便于统计人口分布情况。

## 交通

### 公路
多条克勒兹省省道在布尔加讷夫境内交汇，新阿基坦大区下属的城际客运提供巴士线路，可前往利摩日、盖雷和欧比松。
2018年，54.7%的布尔加讷夫家庭拥有至少一辆私人汽车。2018年，布尔加讷夫境内共发生各类交通事故2起，造成1人遇难，3人受伤。
| 巴黎-奥尔良门 | 395 |

| 里昂-佩拉什 | 306 |

| 图卢兹-马塔比奥 | 322 |

| 盖雷 | 33 |

| 欧比松 | 38 |

| 拉苏泰赖讷 | 48 |

| 利摩日 | 48 |

| 克莱蒙费朗 | 126 |

| St-Léonard-de-N. | 29 |

| 蒂勒 | 100 |

| 埃穆捷 | 30 |

| 于塞勒 | 83 |

### 铁路
布尔加讷夫位于维耶维尔－布尔加讷夫铁路上，该铁路自1939年起停止客运服务，2004年彻底关闭。
距离布尔加讷夫最近的运营中的客运铁路车站为31公里外的拉容谢尔站，该站位于莱索布赖－蒙托邦铁路上，停靠往返于利摩日和拉苏泰赖讷一线的区域列车。

### 航空
距离布尔加讷夫最近的民用航空站为利摩日机场，距离布尔加讷夫市中心的公路里程约60公里。

### 城市公共交通
截至2022年1月，布尔加讷夫暂无城市公共交通系统。

## 政治

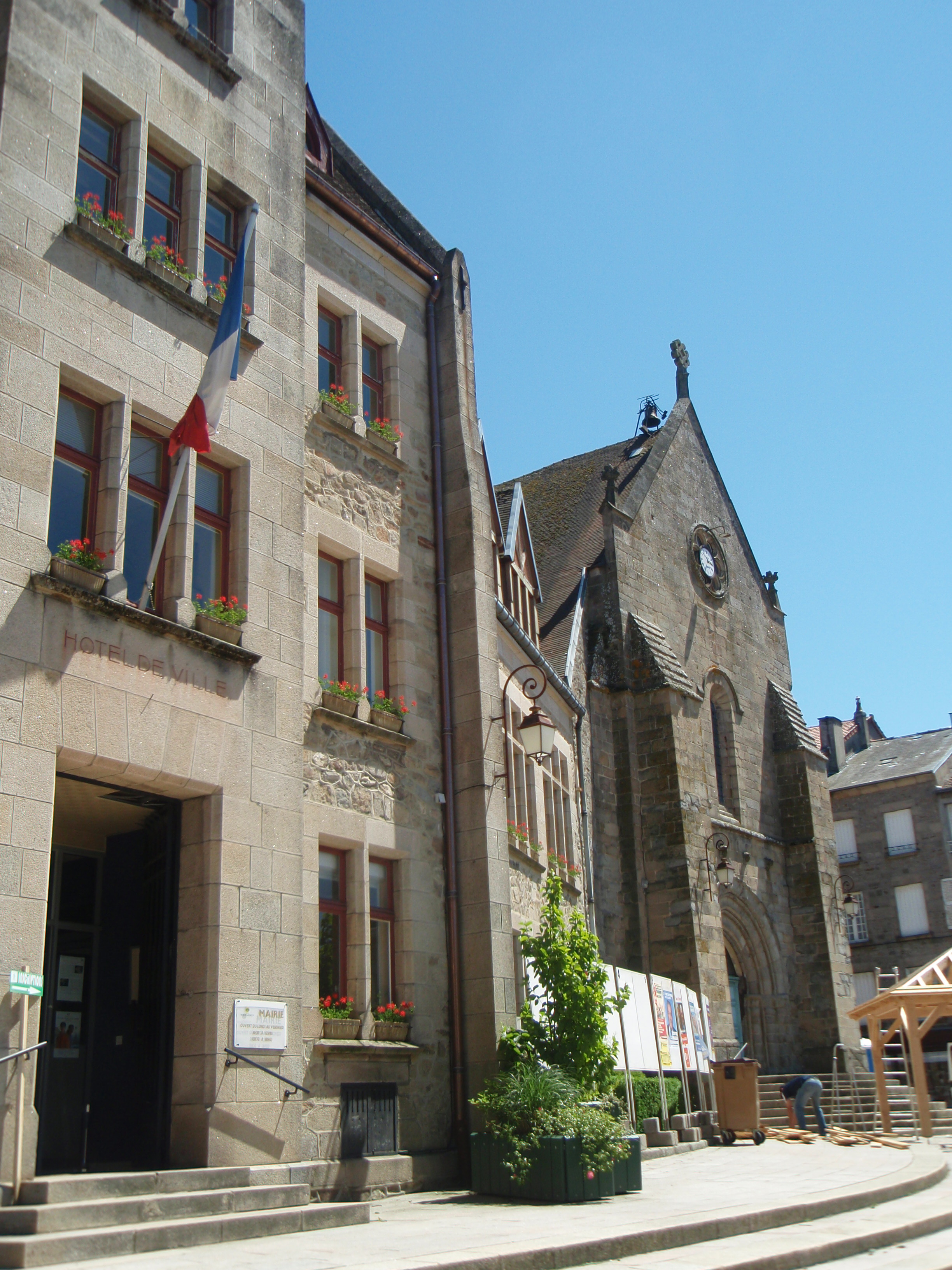
布尔加讷夫市政厅

布尔加讷夫的现任市长为雷吉·里戈先生（Régis Rigaud），他是社会党的一名成员，在2020年的市政选举中获得了100%的支持率（无其他候选人）。
在2017年的法国总统大选中，法国第25任总统埃马纽埃尔·马克龙在布尔加讷夫获得了70.63%的支持率。

## 人口
2018年，布尔加讷夫市镇人口数量为2,487，在法国排名第4,390位。其中男性1,111人，女性1,376人，75岁及以上人口占14.4%，外籍人口数量为549人，人口密度为110人/平方公里，当地居民被称为（男性）或（女性）。2019年，布尔加讷夫境内出生10人，死亡人口48人。
| 年份   | 1936  | 1946  | 1954  | 1962  | 1968  | 1975  | 1982  | 1990  | 1999  | 2006  | 2007  | 2008  | 2013  | 2018  | 2019  |
| ------ | ----- | ----- | ----- | ----- | ----- | ----- | ----- | ----- | ----- | ----- | ----- | ----- | ----- | ----- | ----- |
| 人口數 | 3,117 | 3,464 | 3,308 | 3,310 | 3,804 | 3,637 | 3,738 | 3,385 | 3,163 | 2,980 | 2,948 | 2,917 | 2,732 | 2,487 | 2,478 |

## 经济
布尔加讷夫是一个区域性的中心城市。截止2022年1月，布尔加讷夫市镇范围内共有各类用人单位（包含自雇）453家，平均历史为19年，其中.%为中小型企业（PME）。（房梁制造）、（活体动物销售）及（机械修理）是当地2020年营业额最高的三个企业，分别为13,419,846欧元、6,108,056欧元和262,000欧元。

## 财政与居民收入
2020年，布尔加讷夫的财政收入总额为3,292,380欧元，财政支出总额为2,800,640欧元，当年的债务总额为3,330,170欧元。2021年，布尔加讷夫共获得725,136欧元的国家财政补助，比上一年减少了0.77%。
2019年，布尔加讷夫的人均月收入总额为1,794欧元，其中高级职员为3,054欧元，低于法国平均水平（4,230欧元）；中级职员为2,022欧元，低于法国平均水平（2,411欧元）；普通职员为1,519欧元，低于法国平均水平（1,740欧元）。
2018年，布尔加讷夫境内的青壮年（15至64岁）失业率为19.8%，当地36.9%的家庭拥有纳税资格，平均纳税1,745欧元，低于法国平均水平（3,910欧元）。

## 社会事务

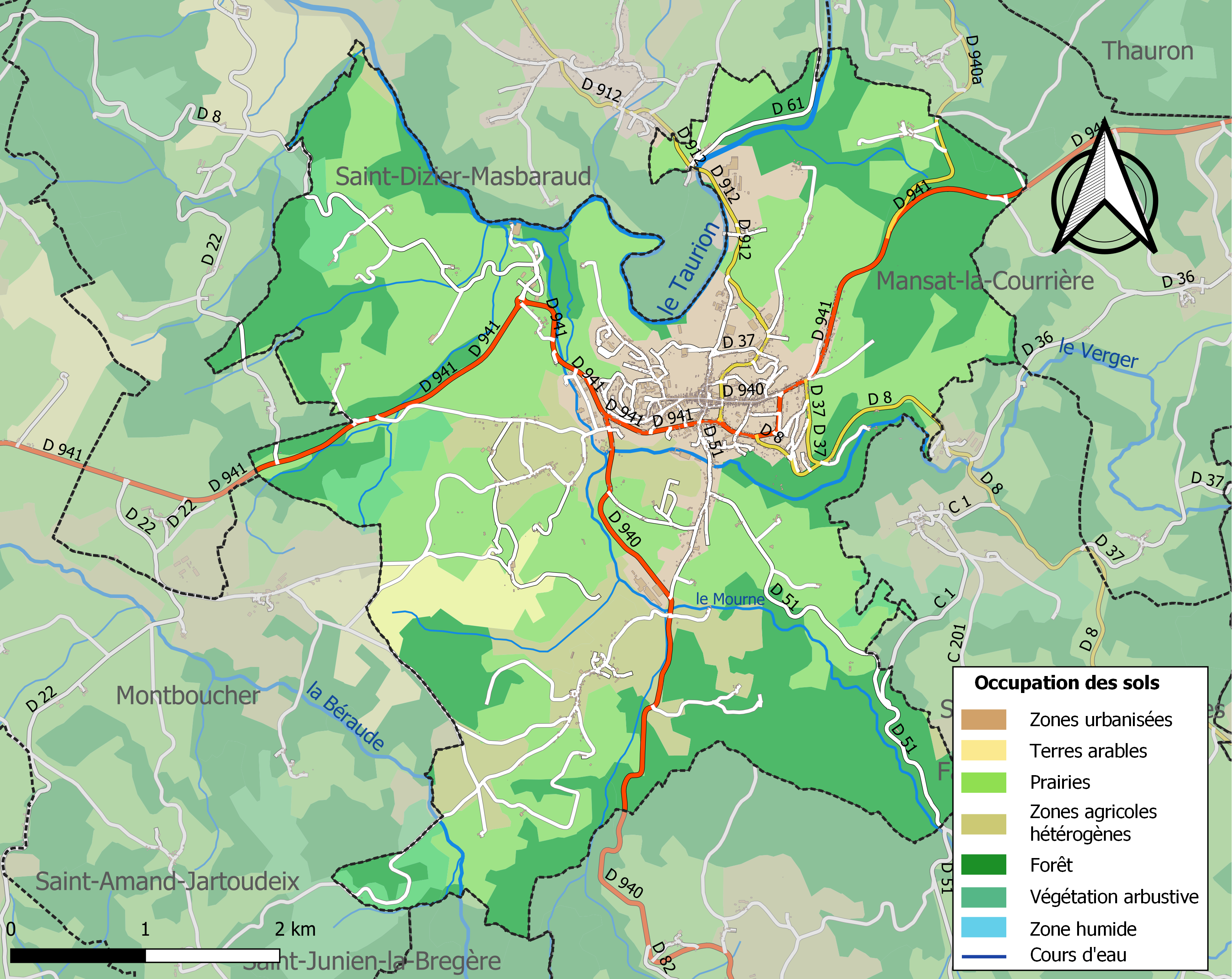
布尔加讷夫土地利用情况地图

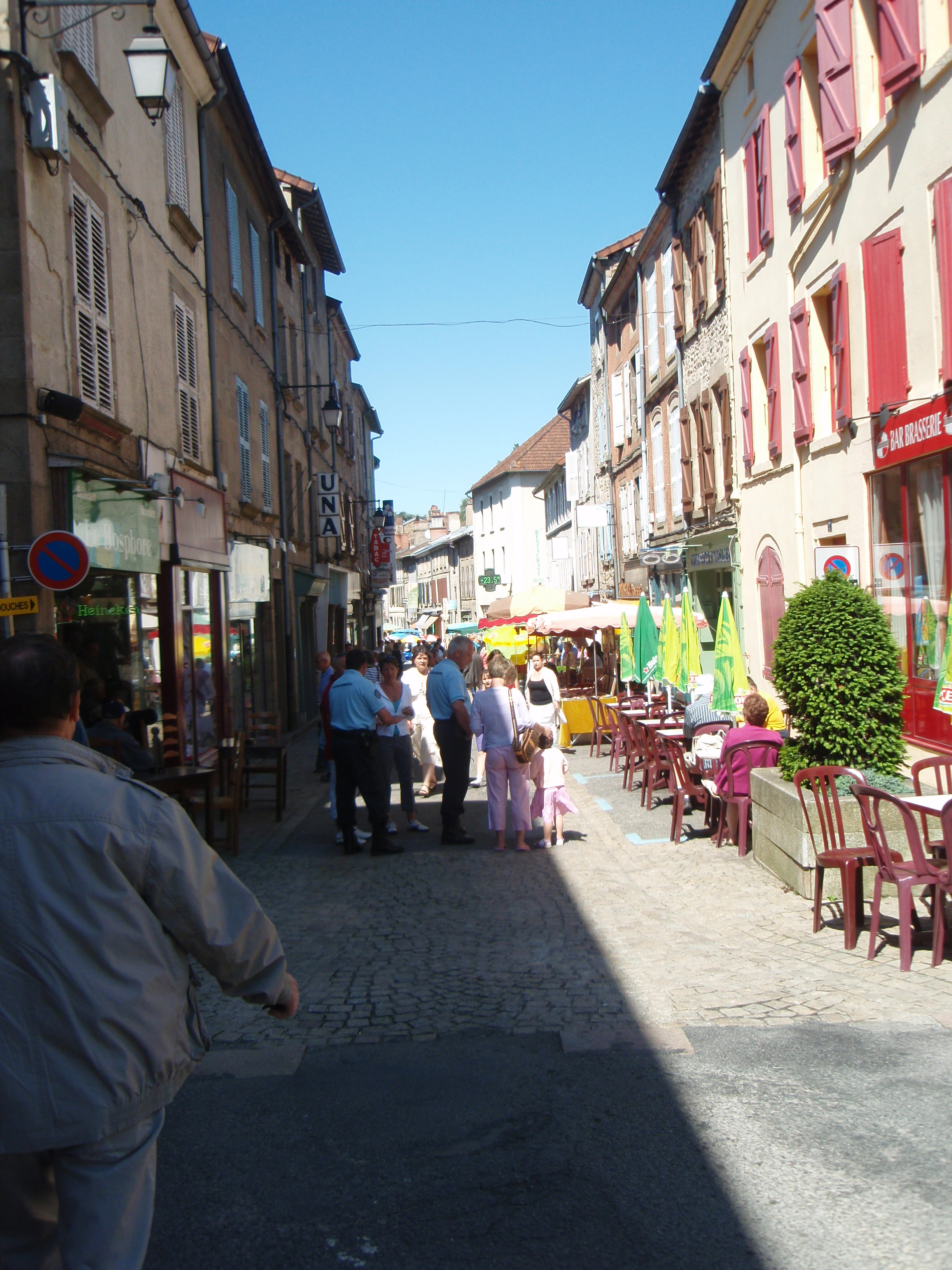
布尔加讷夫镇中心

### 教育
布尔加讷夫属于利摩日学区。截止2020年1月1日，布尔加讷夫境内共有1所幼儿园、2所小学、1所初级中学和1所职业高中。2018至2019学年度，布尔加讷夫境内共有在校中等教育阶段学生346名。

### 医疗
截止2020年1月1日，布尔加讷夫境内共有全科医生4名、保健师6名、牙医3名和护士8名。境内共有药房1家、养老院2家。
布尔加讷夫中心医院（Centre Hospitalier de Bourganeuf）是法国的一个区域性医疗机构，其主病区贝尔纳·德普拉医院（Hôpital de Bernard Desplas）位于布尔加讷夫市区，设有床位59个，是当地规模最大的公立综合性医院。

### 住房
2018年，布尔加讷夫境内共有各类住房1,610套，其中61.4%为独立式居民区，38%为集中式居民区。常住房屋占布尔加讷夫市镇范围内居民建筑总量的71.2%。
在住房保障政策方面，2020年，布尔加讷夫境内共有294户家庭获得了住房经济补助，受益人数占总人口数量的11.8%，其中275份为房租补助。

### 商业
2019年，布尔加讷夫境内共有各类实体商铺85家，其中餐厅9家、大型超市3家、面包房3家、肉铺1家、书店1家、装饰品店1家、银行门店4家、美容美发店7家、汽车维修店10家。市区北部建有一家家乐福超市。

### 体育
2020年，布尔加讷夫境内共有0家游泳池、1间体育馆、1座综合体育场、5处网球场、1处足球或橄榄球场、1处篮球或排球场以及1处高尔夫球场。
截至2022年1月，布尔加讷夫体育俱乐部联盟（Union Sportive des clubs de Bourganeuf，编号550209）是当地唯一的注册足球队，2021至2022赛季参加克勒兹省足球联赛。

### 环境
布尔加讷夫的环境事务由其所属的西南克勒兹市镇公共社区负责。2019年，布尔加讷夫境内暂无污染企业。

### 治安
2019年，布尔加讷夫市镇范围内有1处宪兵队。
布尔加讷夫所在地是盖雷宪兵总队的管辖范围。2020年，该宪兵总队辖区内共129个市镇累计发生各类案件1,648起，其中盗窃类案件729起，经济类案件250起，毒品交易类案件76起。

## 文化
2020年，布尔加讷夫境内有1家电影院。布尔加讷夫市政府提供多媒体中心。

### 建筑
布尔加讷夫境内有多处历史建筑，其中法国国家文物保护单位包括布尔加讷夫施洗约翰教堂、杰姆塔等。

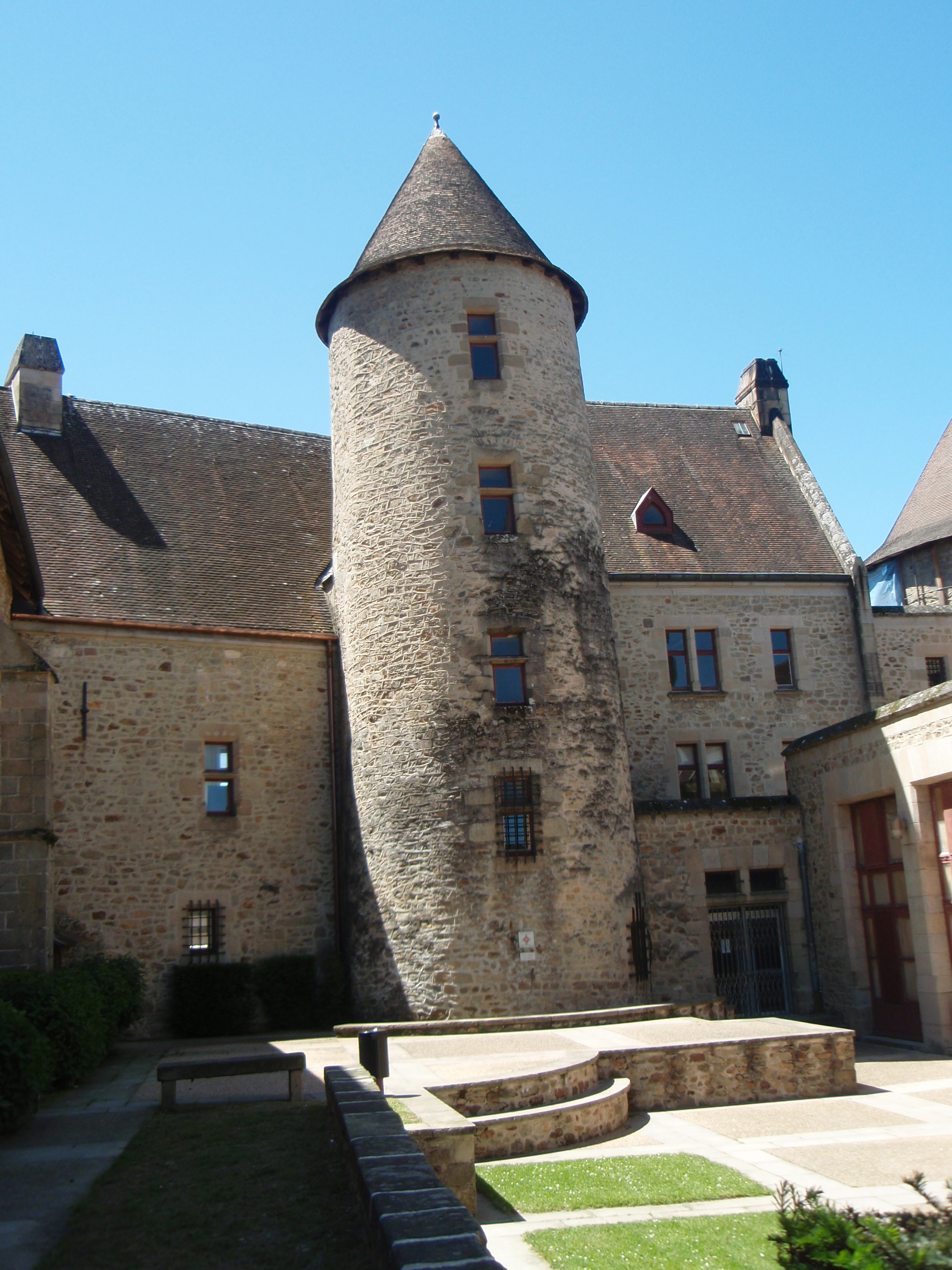
杰姆塔（法语：Tour Zizim）
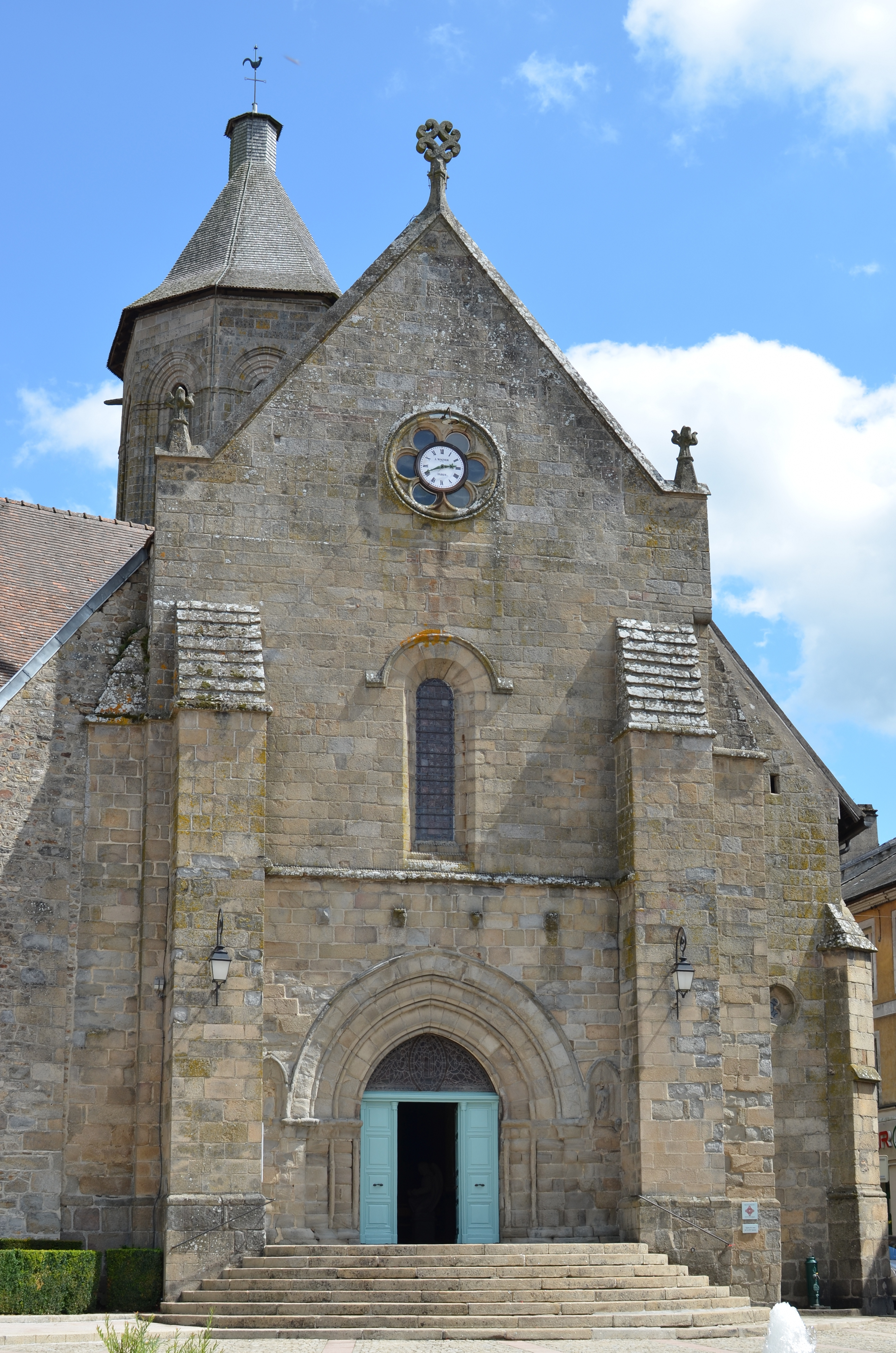
施洗约翰教堂（法语：Église Saint-Jean-Baptiste de Bourganeuf）
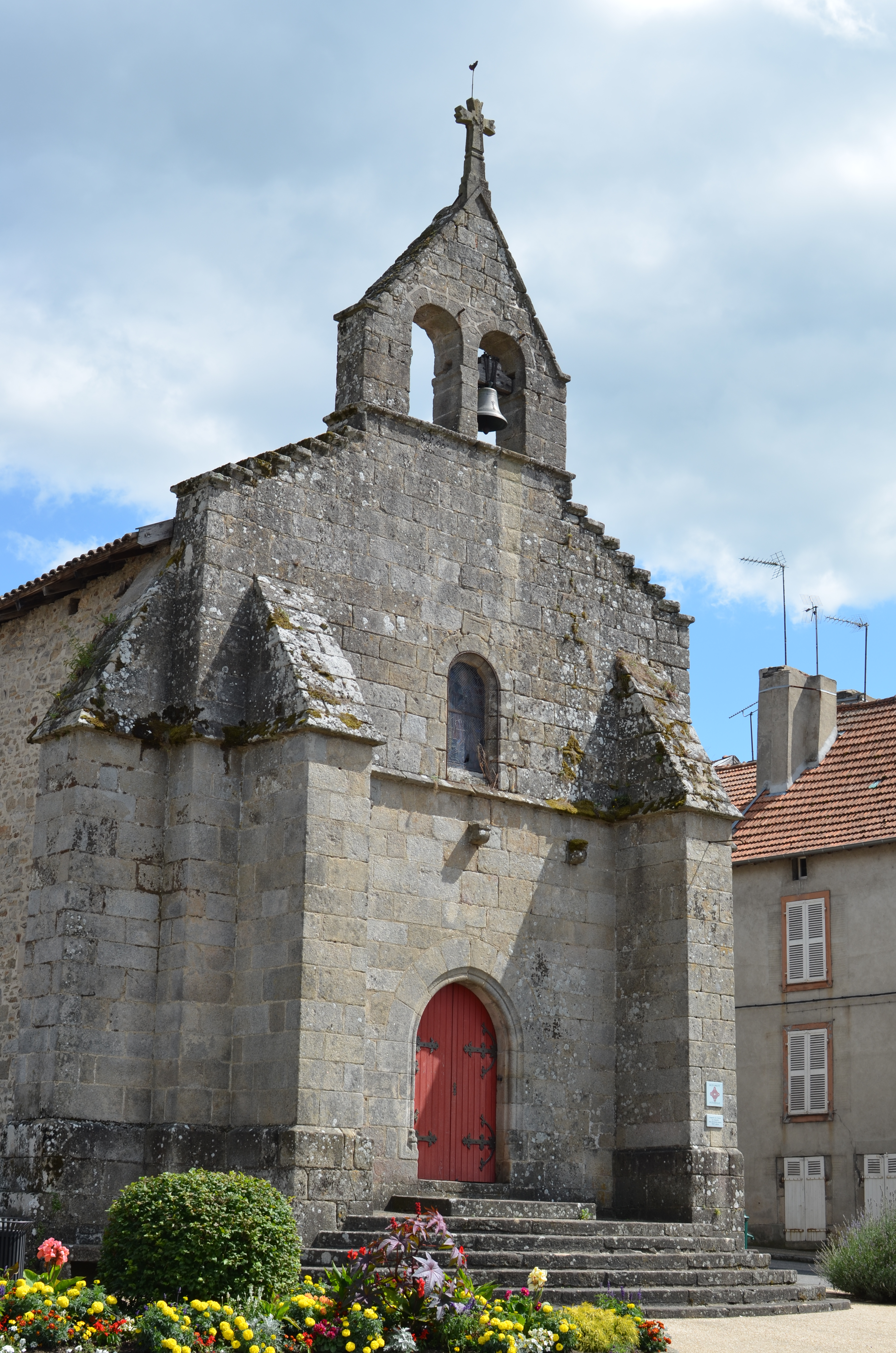
后小教堂
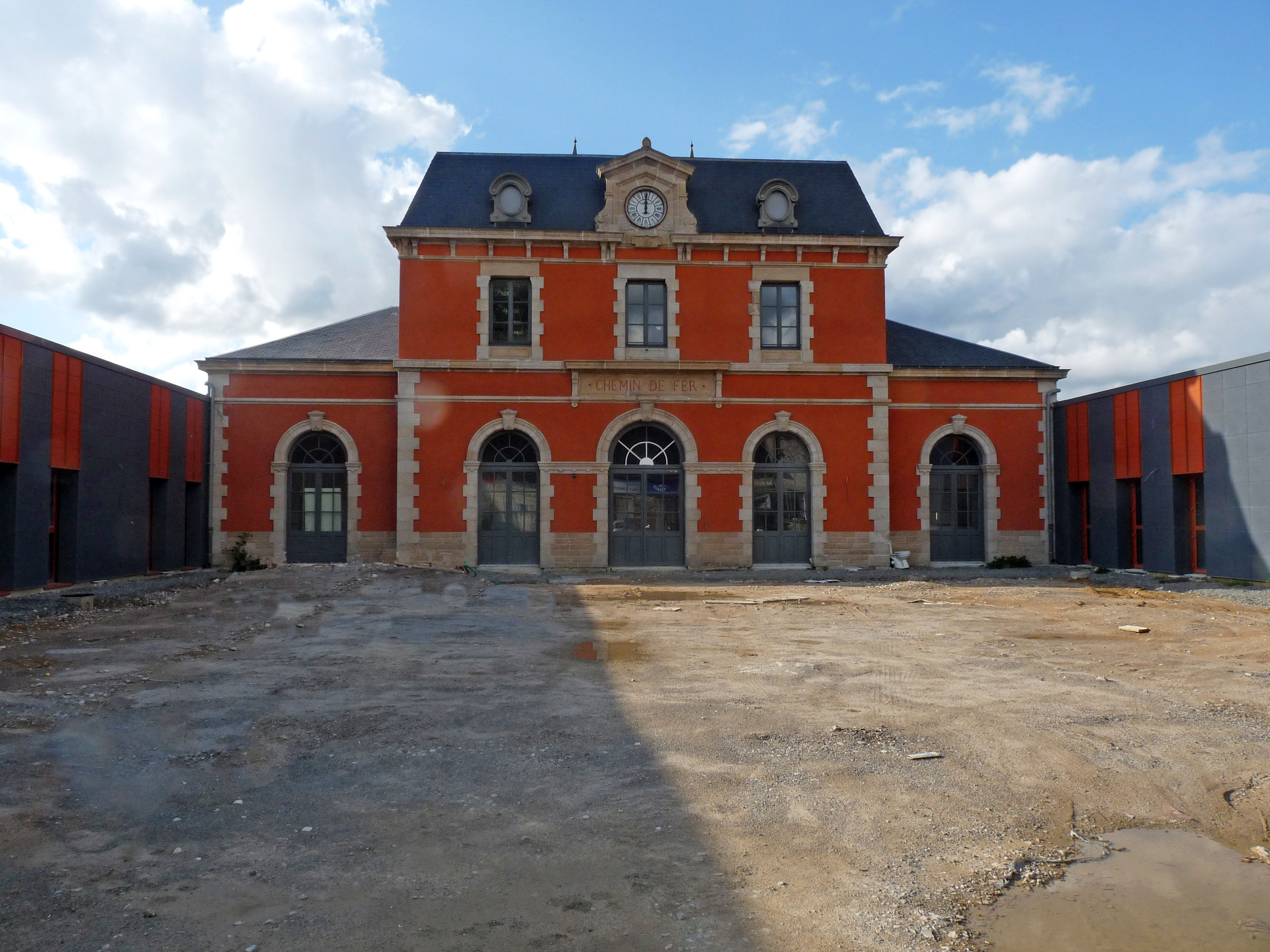
火车站旧址（法语：Gare de Bourganeuf）
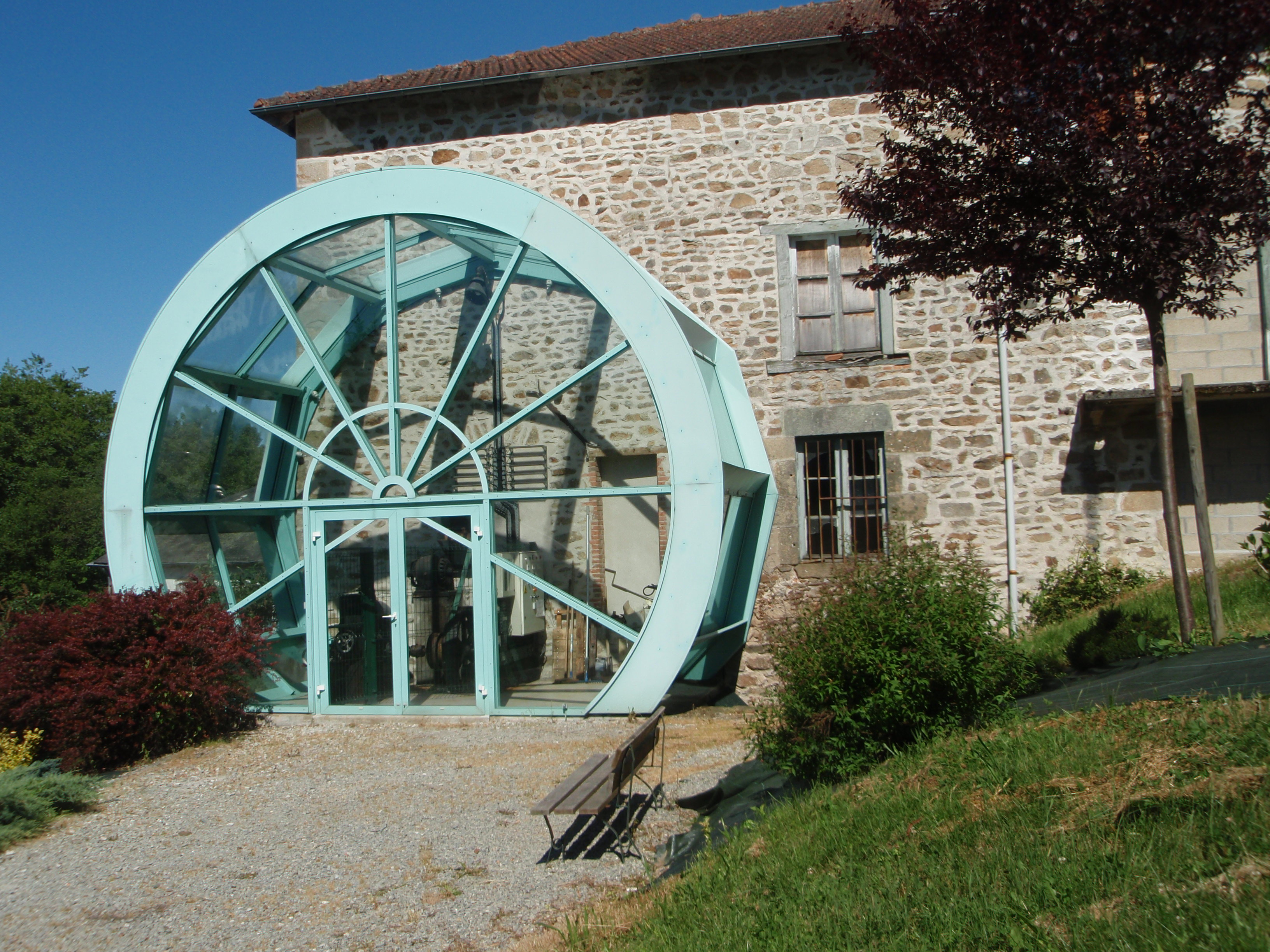
电力博物馆
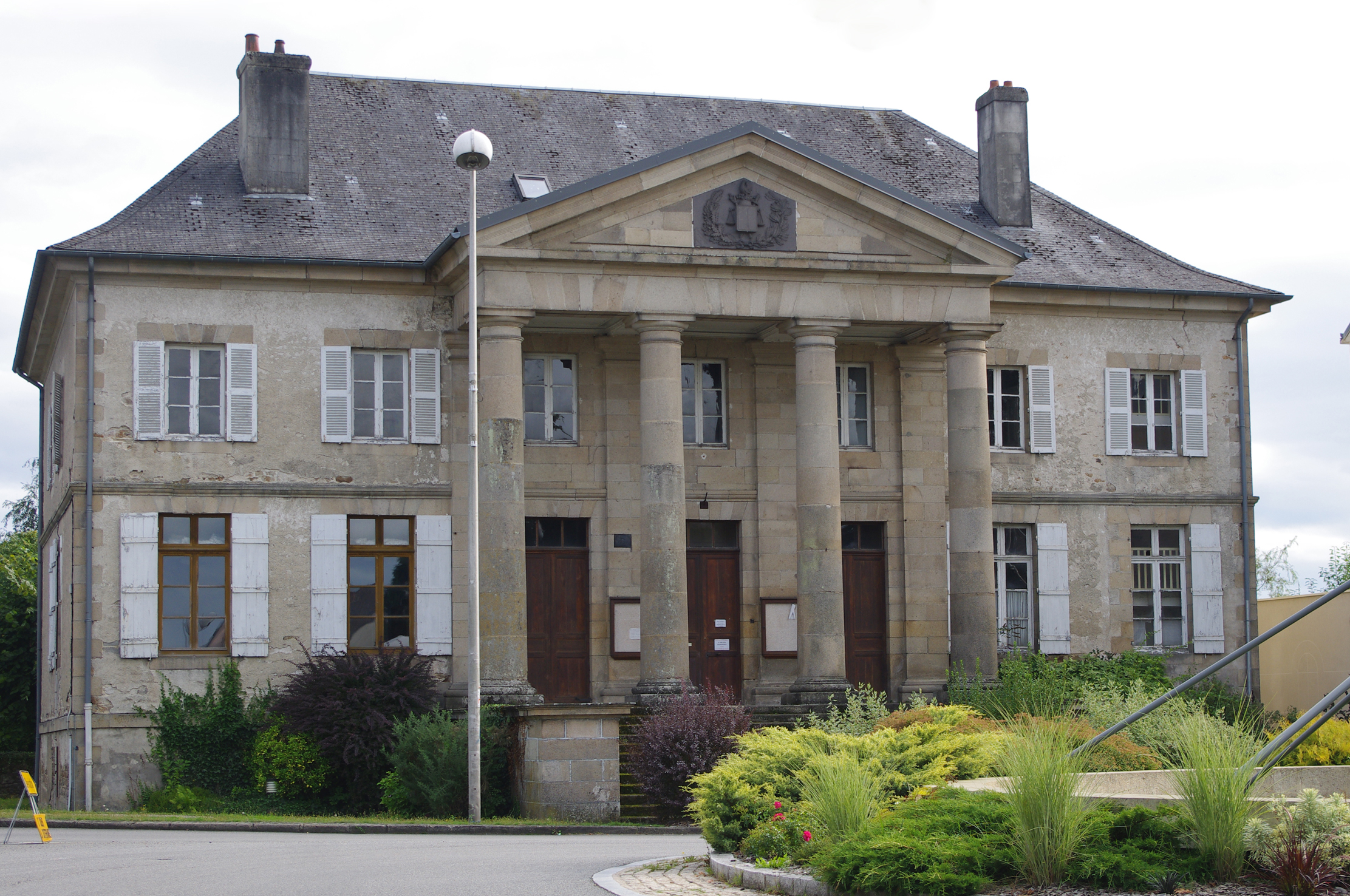
法院
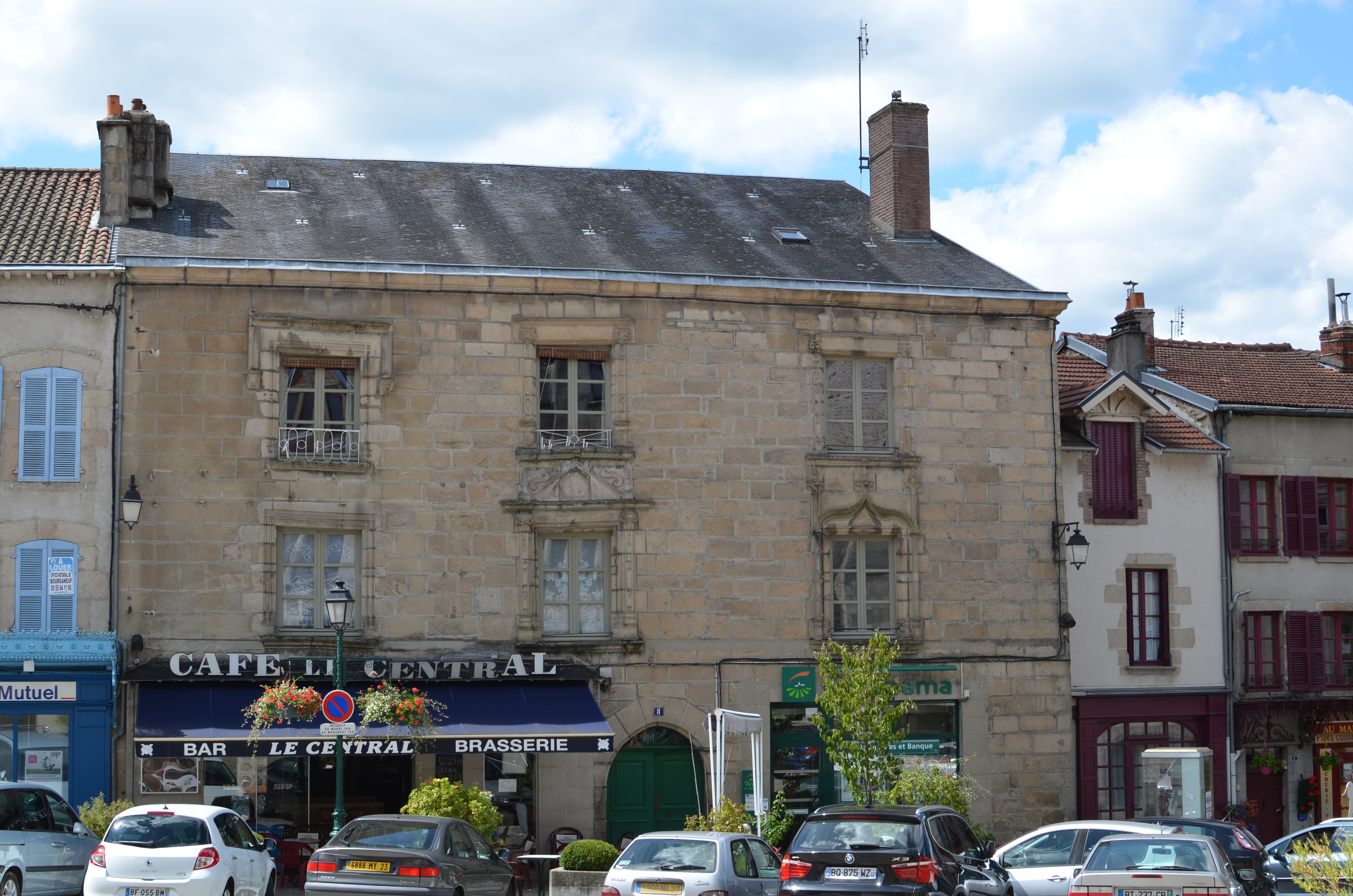
镇中心传统建筑

### 旅游
布尔加讷夫的旅游事务由其所属的西南克勒兹市镇公共社区负责。2021年，布尔加讷夫境内共有1家酒店共计11间房间。

### 媒体
法国主要的媒体均可在布尔加讷夫接收，法国电视三台下属的新阿基坦大区频道在部分时段播出布尔加讷夫所属区域的地方新闻。《山地报》和蓝色法兰西克勒兹广播是当地主要的地方性媒体。

## 友好城市
截至2022年1月，布尔加讷夫共与一座城市互为友好城市关系：
- 德国 齐恩多夫